# LabPlot
LabPlot es un programa de software libre y multiplataforma para representación gráfica de datos y el análisis científico interactivo, escrito para el escritorio KDE. Es similar a Origin y es capaz de importar los archivos de dato de éste software.

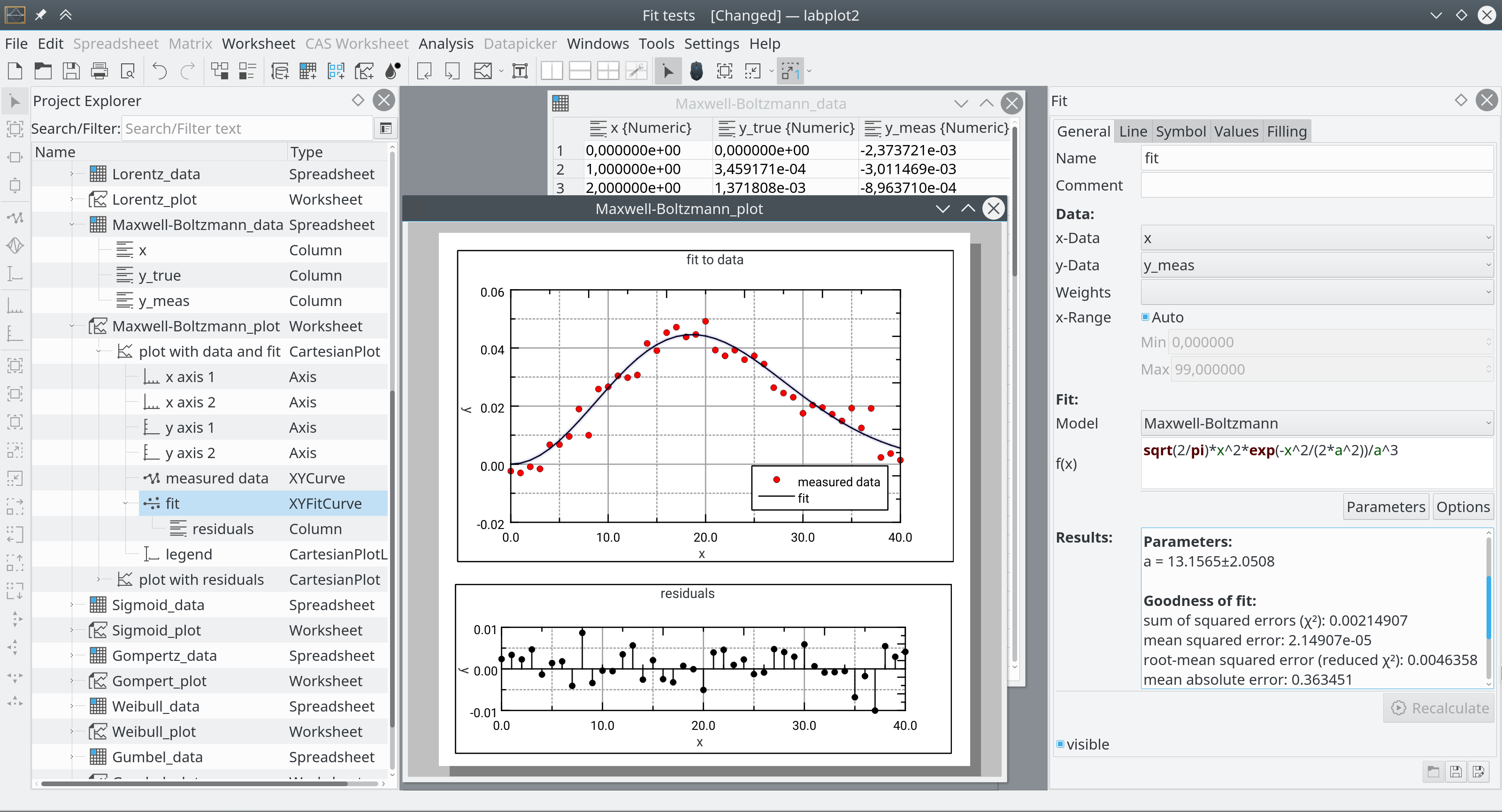

## Historia y Perspectiva
LabPlot fue creado por Stefan Gerlach, un científico y administrador de TI en la Universidad de Constanza. Él también publicó por separado liborigin, que es una biblioteca para la lectura de los archivos del proyecto OriginLab OPJ.
En 2008, desarrolladores de LabPlot y SciDAVis (otro clon de Origin, bifurcado de QtiPlot) gracias a la similitud de sus proyectos decidieron iniciar una estrecha colaboración "con el objetivo de fusionar su código en un motor común, manteniendo al mismo tiempo "dos interfaces, una con la integración completa KDE4 (llamado 2.x LabPlot ) y otra sin dependencias de KDE ( Qt pura por así decirlo ) de fácil uso multiplataforma (llamado SciDAVis)".

## Características
Utiliza el Qt widget para su interfaz gráfica. Está integrado con el escritorio Plasma de KDE y tiene el apoyo de arrastrar y trabajar con las aplicaciones de KDE. El manual está escrito en KDE y se ajusta a las normas khelpcenter. Además contiene scripts usando Qt script para Aplicaciones ( QSA ). 2D y 3D de los datos se pueden representar en una " hoja de cálculo", ya sea mediante la lectura de archivos de datos directamente o desde una hoja de cálculo, la cual soporta LabPlot . Tiene interfaces para varias bibliotecas, incluyendo GSL para el análisis de datos, las bibliotecas qwt3d para el trazado 3D usando OpenGL , FFTW para fast Fourier transforms y compatible con la exportación a 80 formatos de imagen y PostScript prima. Otras características clave incluyen soporte para LaTeX y Rich Text etiquetas, enmascaramiento de datos, múltiples parcelas en la misma hoja de cálculo, gráficos circulares, gráficos de barras / histogramas, interpolación, suavizado de los datos, el pico de ajuste, curva de ajuste no lineal, la regresión, deconvolución, transformadas integrales, y otros (véase el sitio web de los desarrolladores que se encuentra en referencias). Los gráficos son publicaciones de gran calidad, cuyo interfaz se encuentra traducido en varios idiomas.